# Jason Broyles
Jason Broyles (født d. 27. april 1970), bedre kendt som EZ Money og Jason Jett, er en tidligere amerikansk fribryder, som bl.a. kæmpede for Extreme Championship Wrestling og World Championship Wrestling.